# IC 10
IC 10 è una Galassia nana visibile nella costellazione di Cassiopea.
Si presenta nel bel mezzo della Via Lattea boreale, e la sua visuale viene in parte disturbata. Classificata inizialmente come un oggetto appartenente alla nostra Galassia, intorno agli anni 1930 si è avanzata l'ipotesi che si trattasse di un oggetto extragalattico. Edwin Hubble suggerì che poteva trattarsi di un oggetto appena al di fuori del Gruppo Locale, ma la questione venne risolta solo nel 1996, quando, a seguito della scoperta di variabili Cefeidi al suo interno, se ne stabilì l'esatta distanza.
IC 10 si trova alla stessa distanza della Galassia del Triangolo rispetto alla Galassia di Andromeda: questo può suggerire che si tratta di una galassia appartenente al sottogruppo di quest'ultima.
Si tratta dell'unica galassia dello starburst all'interno del Gruppo Locale; ha una notevole densità di stelle del tipo Wolf-Rayet, se paragonata alle Nubi di Magellano (a questo proposito si può dire che le sue dimensioni sono inferiori a quelle della Piccola Nube di Magellano, sebbene la sua magnitudine assoluta sia paragonabile a quella di quest'ultima). Il livello elevato dell'ossigeno nella galassia, confrontato con quello della Piccola Nube, suggerisce che l'attività di formazione stellare è continuato per un periodo di tempo più lungo, e continua tuttora a ritmo discreto, dato che ogni anno si formano al suo interno oltre 50.000 stelle. L'idrogeno ionizzato (regioni H II) è molto esteso, in particolare verso il centro.